# Prionocera serricornis
Prionocera serricornis är en tvåvingeart som först beskrevs av Zetterstedt 1838.  Prionocera serricornis ingår i släktet Prionocera och familjen storharkrankar. Arten är reproducerande i Sverige. Inga underarter finns listade i Catalogue of Life.